# Softdrugsbeleid in Californië

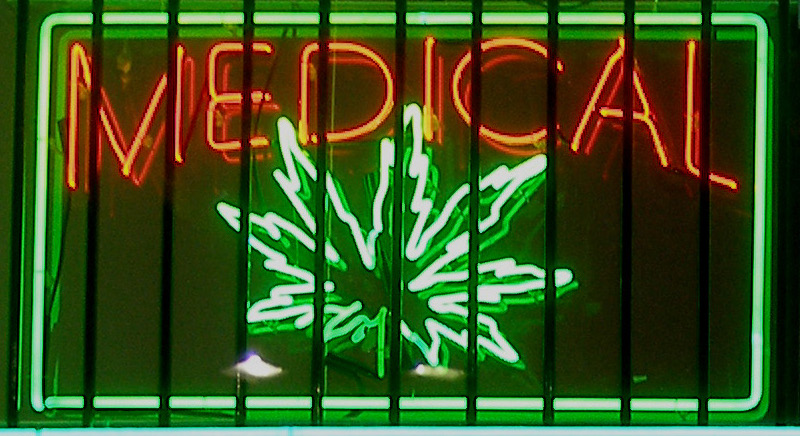
Neonreclame voor medicinale cannabis in Los Angeles

Het softdrugsbeleid in Californië is veel liberaler dan dat van de meeste andere staten van de Verenigde Staten. Californië was de eerste staat in de VS die medicinaal gebruik van cannabis legaliseerde nadat in 1996 Proposition 215 per referendum werd aangenomen met 55% voorstemmen. Deze wet gaf inwoners van Californië met een doktersadvies het recht marihuana en hasjiesj te bezitten, gebruiken, verbouwen en aan te schaffen in speciale winkeltjes. In de praktijk blijkt het niet moeilijk om een doktersverklaring te krijgen. De uitvoering van dit beleid is verschillend: enkele steden hebben ervoor gekozen geen winkeltjes toe te staan terwijl Oakland de bijnaam Oaksterdam heeft gekregen. In Los Angeles leidde onduidelijke regelgeving tot een explosie van cannabiswinkeltjes, naar schatting 900 in 2010. De gemeente probeert dit aantal terug te dringen.
Ook voor het recreatieve gebruik van cannabis is de Californische justitie vrij mild. In 2000 werd Proposition 36 (Substance Abuse and Crime Prevention Act) aangenomen met 61%. Deze bepaalde dat cannabisbezitters die voor de eerste of tweede keer werden betrapt een hulpprogramma aangeboden kregen in plaats van juridische vervolging. Op 30 september 2010 tekende gouverneur Arnold Schwarzenegger een wet die bezit tot 28,5 gram degradeerde van misdrijf naar overtreding zonder rechtsgang. Overtreders krijgen een boete van 100 Amerikaanse dollar. De wet gaat op 1 januari 2011 in. Op 2 november 2010 werd Proposition 19 bij referendum verworpen. Dit voorstel zou marihuana in Californië verregaand hebben gelegaliseerd en gereguleerd.
Ondanks de liberale staatswetten blijven handelingen aangaande softdrugs officieel verboden volgens de federale Controlled Substances Act.
2014: De Proposition 47, ingevoerd in 2014, veranderde de manier waarop bepaalde diefstal- en drugsbezitdelicten, met name die gerelateerd aan geconcentreerde cannabis, werden bekeken. Deze misdaden werden gedegradeerd van ernstige overtredingen (felonies) naar minder ernstige overtredingen (misdemeanors), met een maximale straf van een jaar gevangenisstraf. Deze verandering was echter niet van toepassing op mensen met eerdere veroordelingen of individuen die zich moeten registreren als zedendelinquenten.
2016: De Proposition 64 veranderde het landschap in Californië door het voor personen van 21 jaar en ouder legaal te maken om marihuana te gebruiken en te kweken voor persoonlijk gebruik. Het verminderde ook de straffen voor misdrijven gerelateerd aan marihuana voor zowel volwassenen als jongeren. Bovendien opende het de mogelijkheid om eerdere veroordelingen met betrekking tot marihuana te herzien, te verbergen of zelfs te seponeren voor degenen die hiervoor in aanmerking komen.